# Interbankenzins
Der Interbankenzins (englisch interbank interest rate) ist ein international anerkannter Referenzzinssatz des Interbankenhandels, der auch dem Bankgeschäft mit Nichtbanken zugrunde gelegt wird.

## Allgemeines
Das Bestimmungswort „Interbanken-“ weist – wie auch beim Interbankenkurs – darauf hin, dass es sich um Bankgeschäfte handelt, die Kreditinstitute ausschließlich untereinander abschließen. Beim Interbankenzins werden Soll- und Habenzinsen zwischen Kreditinstituten bei Bankgeschäften untereinander zugrunde gelegt. Er ist der Preis, den Banken untereinander für kurzfristige Kredite oder Geldanlagen zahlen müssen oder vereinnahmen. Dieser Eigenhandel findet überwiegend statt zur Finanzierung oder Refinanzierung des Kreditgeschäfts oder Einlagengeschäfts mit Bankkunden.

## Referenzzinssatz
Als Interbankenzins gelten die international anerkannten Referenzzinssätze wie €STR, ursprünglich als ESTER bezeichnet, (für Tagesgeldgeschäfte in Euro), EURIBOR (für Termingelder in Euro), LIBOR (für Geldgeschäfte in gängigen Fremdwährungen) oder ein Zinsindex. Sie werden im internationalen Kreditverkehr in den Kredit- und Anleihebedingungen zugrunde gelegt. Gegenüber Nichtbanken werden im Kreditgeschäft Kreditmargen zum Interbankenzins hinzu geschlagen und im Einlagengeschäft Margen hiervon abgezogen.
Bei Konsortialverträgen mehrerer Banken für Unternehmensfinanzierungen gibt es anstatt dessen auch die Möglichkeit, dass drei oder vier Kreditgeber als Referenzbanken (englisch reference banks) ausgewählt werden, die jeweils einen eigenen Zinssatz dem Konsortialführer melden, der hieraus den Durchschnitt ermittelt und diesen nebst der vereinbarten Kreditmarge dem Kreditnehmer berechnet.

## Wirtschaftliche Aspekte
Der Interbankenzins auf dem Geldmarkt liegt unterhalb des Hauptrefinanzierungsinstruments oder der Spitzenrefinanzierungsfazilität des Eurosystems für die Kreditaufnahme durch Zentralbankgeld oder oberhalb des Zinses für Zentralbankguthaben (Einlagesatz). Das liegt daran, dass Geschäftsbanken von der Zentralbank unbegrenzt Zentralbankgeld leihen oder bei dieser unbegrenzt Bankguthaben anlegen können, so dass sie nicht auf den Interbankenhandel angewiesen sind. Der Differenz des Interbankenzinses zu den niedrigeren/höheren Leitzinsen bleibt so lange gleich, wie die Zentralbank die Geldaufnahme/Geldanlage nicht begrenzt oder den Zinskorridor nicht verändert. Auch in Finanzkrisen wie der Finanzkrise ab 2007 können sich die Verhältnisse ändern, als der Interbankenmarkt nach der Insolvenz von Lehman Brothers austrocknete und die Refinanzierungskosten für Banken stark stiegen, während die Zinssätze für Auktionen des Federal Reserve Systems vergleichsweise niedrig blieben. Der Interbankenzins reflektiert in der Bankkalkulation lediglich die Selbstkosten eines Kreditinstituts, so dass die Kreditmarge im Kreditgeschäft die Verwaltungskosten, Risikovorsorge für das Kreditrisiko und Gewinnquote und im Einlagengeschäft die Verwaltungskosten, Mindestreservekosten und Gewinnquote berücksichtigen muss.